# Pluck and Luck
Pluck and Luck: Complete Stories of Adventure fue una novela de diez centavos estadounidense publicada por primera vez por Frank Tousey y fue la publicación de este tipo más antigua. Se publicaron 1605 números del 12 de enero de 1898 al 5 de marzo de 1929. La revista de 32 páginas era semestral durante los primeros 22 números y luego semanalmente. Su tamaño era de 8 x 11 pulgadas (hasta el número 1144) y 6 x 9 pulgadas a partir de entonces, y presentaba cubiertas a color. Los números 1002-1464 fueron publicados por Harry Wolff y el resto por Westbury. 
Principalmente presentaba historias de aventuras que abarcaban temas como bomberos, ferrocarriles, la Revolución estadounidense, la guerra civil estadounidense, temas de frontera, finanzas y éxito, retrataba el movimiento por la templanza, circo, ciencia ficción y viajes y exploración. El personaje principal de la serie fue Jack Wright. 
Todas las historias fueron reimpresiones de los artículos de la historia de Tousey Boys of New York, Golden Weekly, Happy Days y Young men of America.
Los autores que publicaron fueron Cecil Burleigh, Augustus Comstock, Francis W. Doughty, Thomas W. Hanshaw, Walter Fenton Mott, Dennis O'Sullivan, Luis Senarens, Harvey K. Shackleford, Cornelius Shea, George G. Small, William Howard Van Orden y otros que escribieron bajo nombres de casa.